# Universal Christian Music Group
Capitol Christian Music Group (UCMG) es una compañía de música cristiana perteneciente a la Universal Music Group (UMG)

## Artistas de la UCMG
- Kevin LeVar & One Sound
- Spensha Baker
- Creflo Dollar
- Niyoki
- Anberlin
- The Katinas
- Canton Jones
- Regina Belle